# Gershom Gorenberg

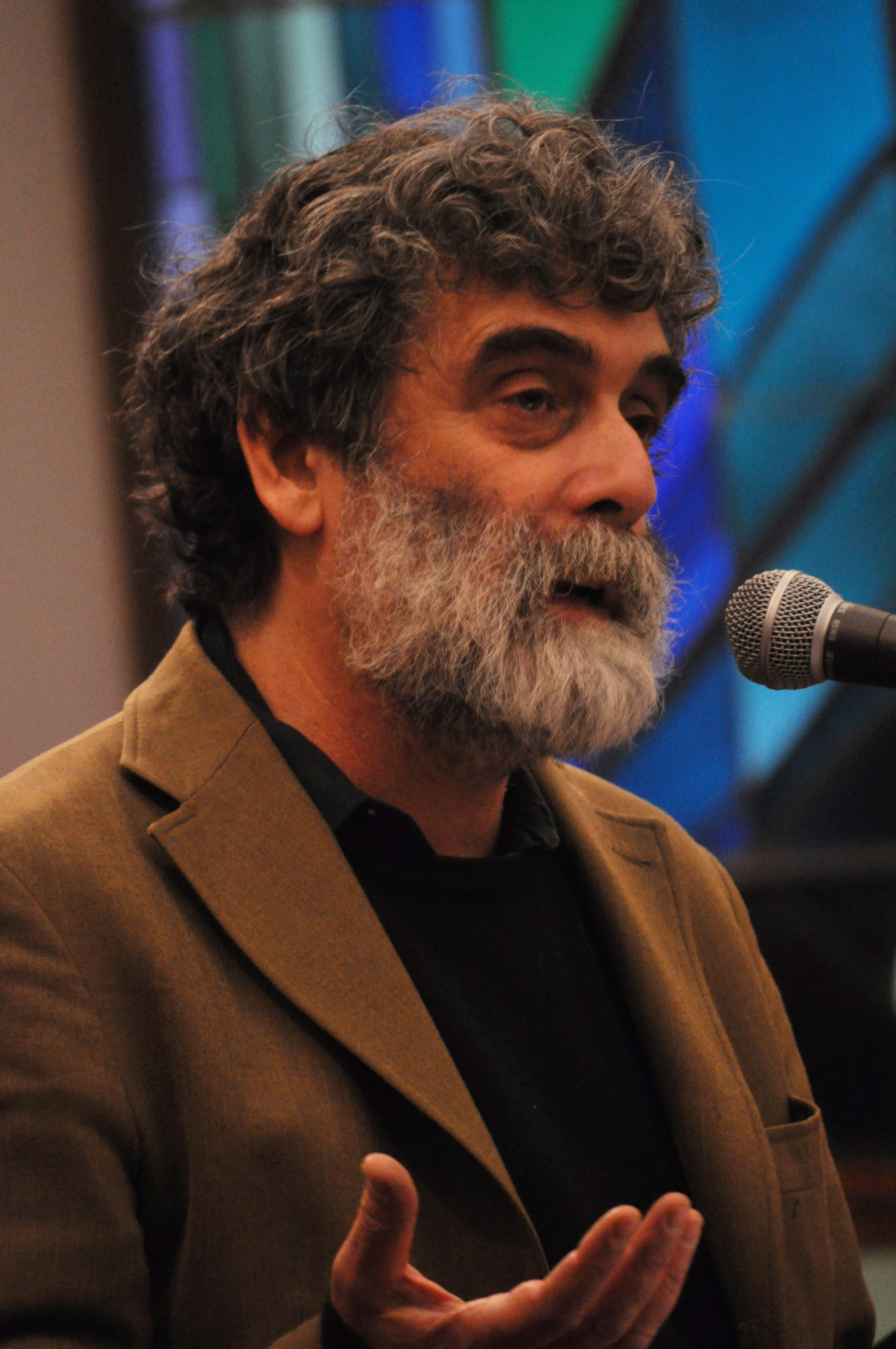
Gershom Gorenberg (2012)

Gershom Gorenberg (hebräisch גרשום גורנברג‎;* in St. Louis, Missouri, USA) ist ein israelisch-US-amerikanischer Publizist.

## Leben
Gorenberg wuchs in Kalifornien auf. Er studierte an der University of California, Santa Cruz, und erhielt 1967 seinen Abschluss B.A. in Religionswissenschaft. Er ist orthodoxer Jude und wanderte 1977 von den USA nach Israel aus. 1985 machte er seinen Master in Pädagogik an der Hebräischen Universität Jerusalem.
Er ist Korrespondent von The American Prospect, einem vierteljährlich erscheinenden, US-amerikanischen Politikmagazin liberaler Ausrichtung, und war lange Redakteur des israelischen Magazins The Jerusalem Report. Er hat außerdem unter anderem in The Washington Post, Slate, The Daily Beast, dem jüdischen Magazin Moment, der britischen Zeitschrift Prospect, The Atlantic Monthly, dem Magazin der New York Times, The New Republic und Haaretz veröffentlicht. Den von ihm betriebenen Blog South Jerusalem bezeichnet er als „progressiven, skeptischen Blog über Israel, Judentum, Kultur, Politik und Literatur“.
Gorenberg ist als Hochschuldozent für Journalismus an der Columbia University in New York tätig und hat Vorträge unter anderem am Council on Foreign Relations, dem Middle East Institute in Washington, dem Washington Institute for Near East Policy sowie verschiedenen Hochschulen, jüdischen Gemeindezentren und anderen Institutionen gehalten.
Mit seiner Ehefrau, der Journalistin Myra Noveck, und seinen drei in Israel geborenen Kindern lebt er im Süden Jerusalems, wo er sich in der progressiven orthodox-jüdischen Gemeinde „Kehillat Yedidya“ engagiert.
Als Verfechter eines liberalen Zionismus tritt er für eine „Erneuerung“ der israelischen Demokratie ein, wofür er 2012 drei Bedingungen definierte: Erstens müsse Israel den Siedlungsbau einstellen, die Besatzung beenden und einen friedlichen Weg zur Aufteilung des Landes zwischen Mittelmeer und Jordan finden. Zweitens müsse staatliche und religiöse Autorität klar voneinander getrennt werden. Drittens müsse die rechtliche Gleichheit aller Staatsbürger hergestellt werden.

## Werke (Auswahl)
- The End of Days: Fundamentalism and the Struggle for the Temple Mount. The Free Press, New York u. a. 2000
- The Accidental Empire: Israel and the Birth of the Settlements, 1967–1977. Times Press, 2006.
- Israel schafft sich ab. Campus, Frankfurt am Main/New York City 2012, ISBN 978-3-593-39724-5.
  - deutsche Übersetzung des englischen Originals The Unmaking of Israel. Harper, 2011.